# Chassieu
Chassieu ist eine französische Gemeinde mit 11.214 Einwohnern (Stand: 1. Januar 2022) in der Métropole de Lyon in der Region Auvergne-Rhône-Alpes.  Die Einwohner werden Chasselands genannt.

## Geographie
Chassieu liegt etwa 10 Kilometer östlich des Stadtzentrums von Lyon. Umgeben wird Chassieu von den Nachbargemeinden Décines-Charpieu im Norden, Meyzieu im Nordosten, Genas im Osten, Saint-Priest im Süden, Bron im Westen und Vaulx-en-Velin im Nordwesten.

## Gemeindepartnerschaften
- Coleshill, Warwickshire (England), Vereinigtes Königreich, seit 1982
- Usingen, Hessen, Deutschland, seit 1990
- Samobor, Gespanschaft Zagreb, Kroatien, seit 2007

## Weblinks

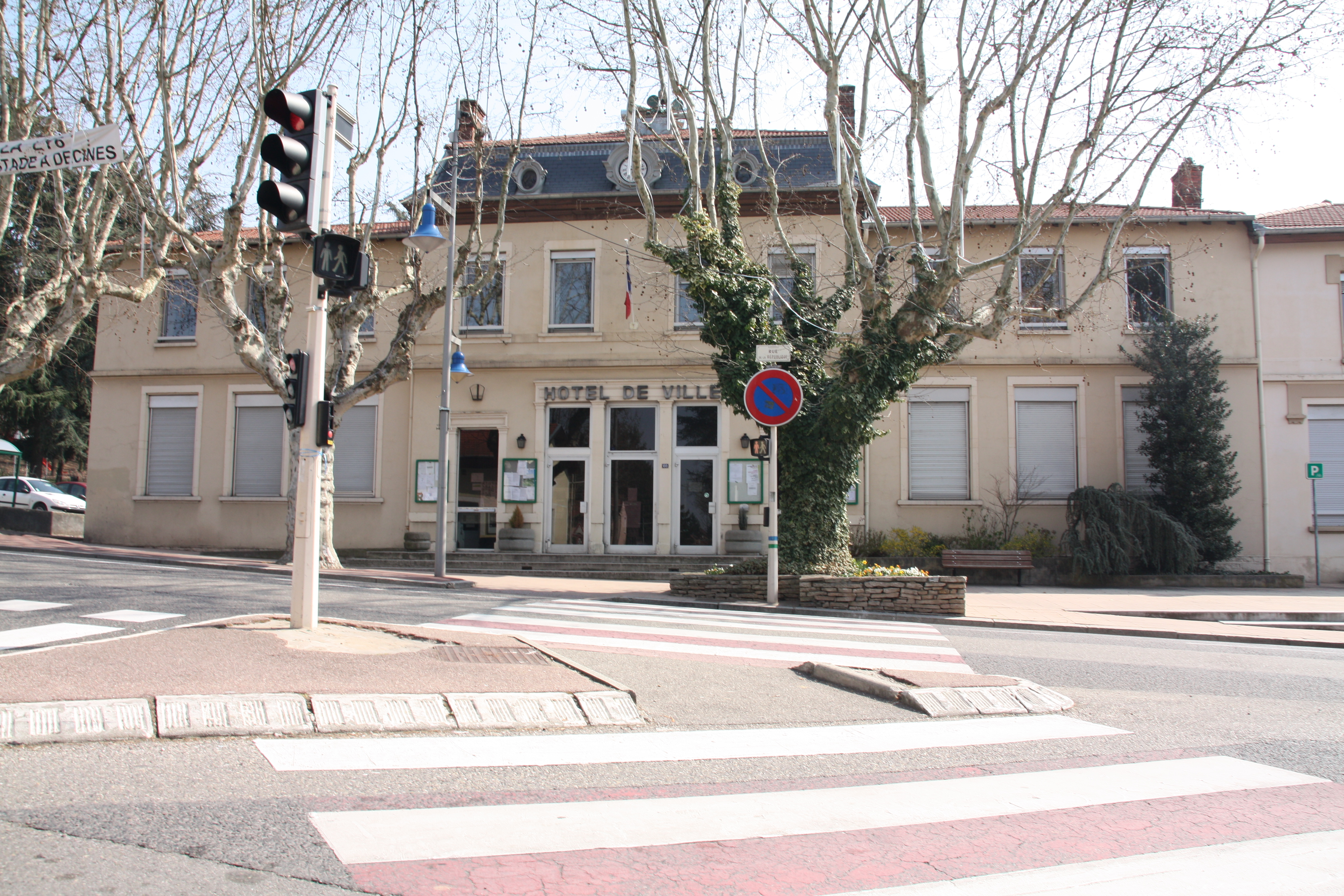
Rathaus von Chassieu

## Sehenswürdigkeiten
- Kirche Saint-Galmier
- Rathaus